# Veluwemeer
Le Veluwemeer est l'un des lacs de bordure, créé après l'assèchement partiel de l'IJsselmeer. Il sépare l'ancien rivage du Veluwe du Flevopolder. Au sud-ouest, le Veluwemeer jouxte le Wolderwijd au niveau d'Harderwijk, au nord-est, il jouxte le Drontermeer au niveau de Elburg. Le lac reçoit, entre autres, les eaux d'un ruisseau, le Hierdense Beek.
Le Veluwemeer occupe une fonction touristique importante, principalement liée aux loisirs de plage et nautiques. Il est bordé par un nombre de campings et de ports de plaisance. Il est en outre important pour la gestion de l'eau et la navigation. Il a une superficie de 32,5 km2.